# مسجد أكبرآبادي
مسجد أكبرآبادي هو مسجد يقع في مدينة دلهي ، الهند . قامت ببناءه إحدى زوجات شاه جهان في عام 1650م وهو يحمل اسمها. يعد أكبر آبادي واحدا من المساجد التي شُيِّدت في عهد المغول في دلهي القديمة، هدمه البريطانيون، بعد استعادتهم لدلهي خلال انتفاضة 1857.